# HD189574
HD189574 — хімічно пекулярна зоря спектрального класу A1, що має видиму зоряну величину в смузі V приблизно  7,8.
Вона  розташована на відстані близько 369,4 світлових років від Сонця.